# La Natividad (Philippe de Champaigne)
La Natividad es una pintura al óleo sobre lienzo del flamenco-francés Philippe de Champaigne, creada alrededor de 1643. Se celebra en el Palacio de Bellas Artes de Lille desde 1804.

## Historia y descripción
Este cuadro fue realizado hacia 1643 a petición de Jacques Tubeuf, superintendente de finanzas, para decorar el altar de su propia capilla en la Iglesia del Oratorio de París. Hacia 1643, encargó a Champaigne la decoración de esta capilla. La Natividad ocupaba un lugar central en la capilla, flanqueada por pinturas de la Visitación (actualmente en el Museo de Arte de Seattle), el Sueño de José (probablemente perdido) y, en la parte superior, la Asunción de María (actualmente en el Museo Thomas-Henry de Cherburgo).
Tras la Revolución Francesa, el cuadro fue incautado por la comisión revolucionaria y trasladado al depósito de Petits Augustins, y después al de la rue de Beaune. En 1801, fue atribuido al recién creado Museo de Bellas Artes de Lille.
El lienzo está dividido en dos partes. En la parte superior, dos ángeles sobre una plataforma de nubes y cabezas de querubines observan la escena. Abajo, María y José, acompañados por el buey y el asno, apenas visibles, adoran al Niño Jesús, envuelto en pañales, tal como lo describe el Evangelio de Lucas. Al fondo, un ángel resplandeciente sobrevuela el campo para anunciar a los pastores la llegada del Mesías. En primer plano, vemos una calabaza y un bastón que nos recuerdan que la Natividad es sólo una etapa en el camino de la Sagrada Familia, que viene a reunirse en Belén.

## Análisis
Lorenzo Pericolo señala que Champaigne adopta, en su opinión, un enfoque anticuado en el tratamiento de la Natividad, que se remonta a la Edad Media, al no representar a los reyes ni a los pastores que acudieron a adorar a Jesús. Ve en este cuadro la influencia del pensamiento del cardenal de Bérulle, fundador de la sociedad y de la iglesia del Oratorio, a la que estaba destinado el cuadro. Este último expresa en efecto una espiritualidad muy particular marcada en particular por la luz que emana milagrosamente del Niño Jesús e ilumina el rostro de la Virgen, el estado de contemplación silenciosa de la Virgen frente al Niño, el rostro, que se aparta, de José que no se atreve a enfrentarse al Mesías, y la mirada meditabunda, impregnada de gravedad, de Cristo representado como un verdadero niño.

## Énlaces externos
- Esta obra contiene una traducción  derivada de «The Nativity (Philippe de Champaigne)» de Wikipedia en inglés, concretamente de esta versión, publicada por sus editores bajo la Licencia de documentación libre de GNU y la Licencia Creative Commons Atribución-CompartirIgual 4.0 Internacional.

- Datos: Q72296975